# ONVIF
ONVIF (Open Network Video Interface Forum) — отраслевая международная организация, которая занимается разработкой стандартизованных протоколов для взаимодействия различного оборудования и программных средств, входящих в состав систем безопасности (IP-камер, IP-кодеров, видеорегистраторов, контроллеров доступа и т.п.).

## История развития
Международный форум ONVIF (Open Network Video Interface Forum) основан компаниями Axis Communications, Bosch Security Systems и Sony в ноябре 2008 года с целью разработки и распространения открытого стандарта для систем сетевого видеонаблюдения.
По состоянию на июль 2015 года число участников форума ONVIF превысило 500 компаний. Первым поставщиком систем управления видео с поддержкой стандартов ONVIF стала компания Genetec.

## Структура организации
Работа форума ведется и управляется в рамках четырех комитетов, в состав которых входят различные рабочие группы
- Руководящий комитет (Steering committee) - высшая управляющая структура. Остальные комитеты работают под его управлением
- Технический комитет (Technical Committee) - отвечает за разработку основной спецификации (core specification) и технические направления развития
- Комитет по техническим сервисам (Technical Services Committee) - отвечает за разработку спецификаций профайлов, тестовых спецификаций и средств тестирования, и разработку процедур проверки на соответствие
- Комитет по коммуникациям (Communication Committee) - отвечает за внутренние и внешние коммуникации форума

## Членство в организации
Форум открыт для вступления для всех заинтересованных компаний. Любая компания при вступлении в состав ONVIF может выбрать один из уровней членства, этот уровень обусловливает степень вовлеченности в процессы работы форума и влияния на принятие решений
- Полноправный участник (Full member) - принимает участие в управлении форума на уровне руководящего комитета
- Содействующий участник (Contributing member) - принимает участие в управлении форума на уровне комитетов (кроме руководящего)
- Участник-пользователь (User Member) - имеет право на доступ к опубликованным и предварительным спецификациям и средствам тестирования, может проводить процедуры проверки оборудования на совместимость со спецификациями и декларировать совместимость технических и программных средств по итогам проверок
- Участник-наблюдатель (Observer member) - имеет право на доступ к средствам тестирования на совместимость со спецификациями, может проводить проверки на совместимость, но не имеет права декларировать совместимость технических и программных средств по итогам проверки

## Основные возможности
Разработчики ONVIF выбрали наиболее готовые технологии и адаптировали их для IP-видеонаблюдения. В частности, спецификации ONVIF построены на современных веб-сервисах, описываемых языком WSDL, протоколах RTP/RTSP, SOAP (XML), стандартах видеосжатия H.264, MPEG-4, MJPEG.
В рамках спецификаций описания совокупности определённых функций по прикладному назначению объединяются в профили. В частности, по состоянию на июль 2015 года разработаны Profile S (для видеоисточников), Profile C (для систем контроля и управления доступом), Profile G (для устройств записи видео) и Profile Q (требования по совместимости устройств "из коробки").
Например, спецификации профиля S определяют следующие аспекты взаимодействия IP-камеры с системами управления или видеозаписи (DVR):
- конфигурирование сетевого интерфейса;
- обнаружение устройств по протоколу WS-Discovery;
- управление профилями работы камеры;
- настройка потоковой передачи медиа-данных;
- обработка событий;
- управление приводом PTZ (англ. Pan/Tilt/Zoom — панорамирование/наклон/масштабирование);
- защита (управление доступом, шифрование).